# Kontinuum (teorija množic)
Kontinuum v teoriji množic pomeni realna števila ali pripadajoče kardinalno število, ki ga označujemo s {\displaystyle {\mathfrak {c}}}. 
Kardinalnost kontinuuma je kardinalnost premice z realnimi števili.  Domneva kontinuuma trdi, da ni kardinalnosti, ki bi ležala med kardinalnostjo kontinuuma in naravnih števil, ki jo označujemo z {\displaystyle \aleph _{0}}.
Poenostavljeno lahko to povemo, da je kontinuum množica, ki ima toliko elementov, kot je vseh realnih števil v poljubnem intervalu. To je množica vseh realnih števil. 